# Беј Пајнс (Флорида)
Беј Пајнс (енгл. Bay Pines) насељено је место без административног статуса у америчкој савезној држави Флорида.

## Демографија
По попису из 2010. године број становника је 2.931, што је 134 (-4,4%) становника мање него 2000. године.
| Група             | 2000.         | 2010.         |
| Белци             | 2.940 (95,9%) | 2.683 (91,5%) |
| Афроамериканци    | 7 (0,2%)      | 76 (2,6%)     |
| Азијати           | 14 (0,5%)     | 24 (0,8%)     |
| Хиспаноамериканци | 72 (2,3%)     | 103 (3,5%)    |
| Укупно            | 3.065         | 2.931         |